# Перуанское течение
Перуа́нское тече́ние (течение Гумбольдта) — холодное поверхностное течение в Тихом океане, представляющее собой ветвь Антарктического циркумполярного течения. Движется с юга на север между 45° и 4° южной широты вдоль западных берегов Перу и Чили.
Скорость около 0,9 км/ч, расход воды — 15—20 млн м³ в секунду, температура воды от 15 до 20 °C.
Некоторые исследователи выделяют в Перуанском течении прибрежное и океаническое течения, между которыми проходит Южное Перуано-Чилийское противотечение.
У 4° южной широты Перуанское течение уходит на запад и сливается с Южным Пассатным течением.